# Zsolt Nemcsik
Zsolt Nemcsik (* 15. August 1977 in Budapest) ist ein ehemaliger ungarischer Fechter.

## Leben
Zsolt Nemcsik gewann bei Europameisterschaften zunächst mehrere Bronzemedaillen, ehe er 2005 in Zalaegerszeg im Einzel sowie 2006 in Izmir mit der Mannschaft jeweils Vizeeuropameister wurde. Mit der Säbelmannschaft wurde er außerdem 1998 in La Chaux-de-Fonds und 2007 in Sankt Petersburg Weltmeister, bei den Weltmeisterschaften 2001 in Nîmes und 2003 in Havanna wurde er mit der ungarischen Equipe Vizeweltmeister. Im Einzel war der zweite Rang 2006 in Turin sein bestes Resultat. Nemcsik nahm an drei Olympischen Spielen teil. Bei den Olympischen Spielen 2000 in Sydney belegte er im Einzel den 17. Rang sowie mit der Mannschaft den fünften Rang. Vier Jahre darauf in Athen erreichte er das Finale der Einzelkonkurrenz, das er gegen Aldo Montano knapp mit 14:15 verlor. Mit der Mannschaft wurde er erneut Fünfter. Im Anschluss an die Spiele erhielt er für seinen Erfolg den Ungarischen Verdienstorden in der Ritter-Klasse. Die Olympischen Spiele 2008 in Peking schloss er auf Rang 18 im Einzel und Rang sieben im Mannschaftswettbewerb ab.